# Hart (priimek)
Hart je priimek več znanih ljudi:
- Alecia Beth Moore Hart, bolj znana kot Pink (*1979), ameriška pop-rock pevka
- Brian Hart (1936–2014), britanski dirkač Formule 1 in podjetnik
- Cecil Hart (1883–1940), kanadski hokejski trener
- Doris Hart (1925–2015), ameriška tenisačica
- Herbert Ernest Hart (1882–1968), novozelandski častnik in odvetnik
- H. L. A. Hart (1907–1992), britanski filozof
- Michael S. Hart (1947–2011), ameriški pisatelj